# 2020 CW
2020 CW es un pequeño asteroide cercano a la Tierra del grupo de Apolo que tiene aproximadamente 1 metro de diámetro. Fue observado por primera vez por el Mount Lemmon Survey, del servicio Catalina Sky Survey (Universidad de Arizona), el 1 de febrero de 2020, cuando pasó muy cerca de la Tierra, a una distancia de 15.660 kilómetros (distancia nominal de tan 0.000105 unidades astronómicas). Los elementos orbitales del objeto siguen siendo muy inciertos.

## Descripción
2020 CW pasó a 15.660 kilómetros de la Tierra el 1 de febrero de 2020, con una velocidad de sobrevuelo de 21,2 kilómetros por segundo. El asteroide, del tamaño de un electrodoméstico, pasó dentro de la órbita de los satélites en el anillo geoestacionario a 35.900 kilómetros sobre el ecuador de la Tierra. En ese momento, era el enfoque más cercano en el año 2020. Desde entonces, 2020 JJ hizo un enfoque más cercano el 4 de mayo de ese mismo año. Se prevé que el próximo encuentro más cercano que la Luna ocurra el 5 de febrero de 2029 a una distancia de 19.040 kilómetros.